# Ramon Despuig
Ramón Despuig y Martinez de Marcilla (* 1670 in Palma; † 15. Januar 1741 in Valletta) war der 67. Großmeister des Malteserordens.
Er stammte aus der Familie Despuig und gehörte der aragonesischen Zunge des Ordens an. Er war Bailli von Mallorca und Seneschall von Malta, bevor er, nach dem Tod des Großmeisters Antonio Manoel de Vilhena, am 16. Dezember 1736 zu dessen Nachfolger gewählt wurde. Er amtierte bis zu seinem Tod im Jahre 1741.
Während seiner Amtszeit operierten die Galeeren des Ordens erfolgreich gegen algerische Piraten.